# Tönnies Fonne

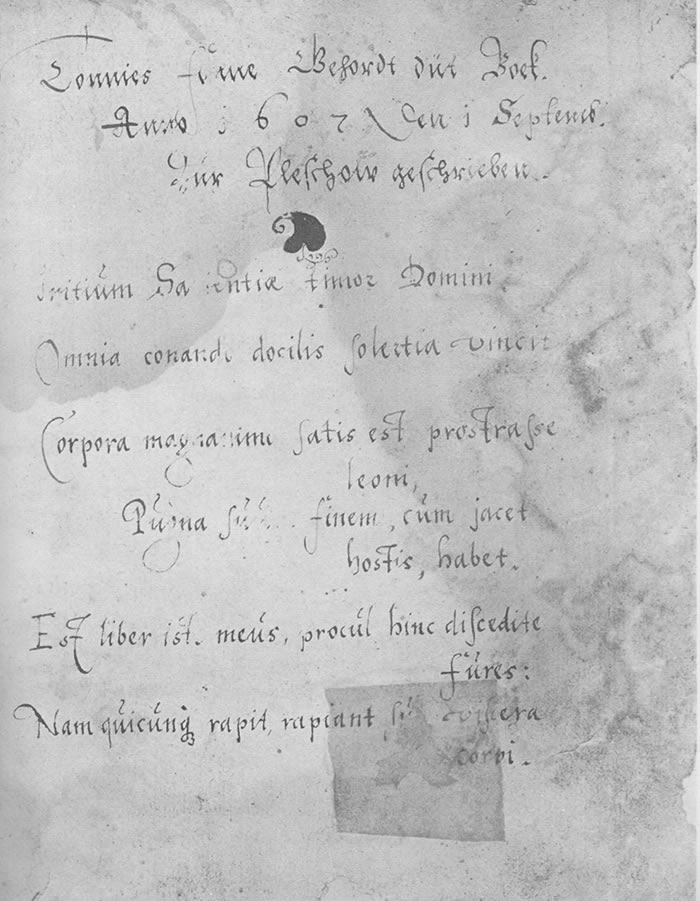
Deckblatt des Handbuches mit dem Eigentümervermerk: „Tonnies Fonne behordt düt Boek“

Tönnies Fonne, auch Thomas Funne, (* nach 1586 wohl in Lübeck; † nach 1627) verfasste 1607 als Kaufmannsgehilfe in der Lübecker Handelsniederlassung in Pleskau ein mittelniederdeutsches Gesprächsbuch der russischen Sprache.

## Leben und Bedeutung
Fonne wurde wohl als Sohn des Lübecker Kaufmanns und Nowgorodfahrers Hans Fonne († 1605) geboren. Um 1607 war er als Kaufmannsgehilfe im 1603 neu wieder eingerichteten Lübecker Hof in Pleskau, der ehemaligen Faktorei der Hanse, tätig. In Lübecker Urkunden wird er erst 1617 bei Erwerb des Bürgerrechts, im gleichen Jahr mit seiner Heirat in den Kirchenbüchern der Petrikirche und nach mehreren weiteren Eintragungen den Büchern dieser Kirche dann zuletzt 1627 im Zusammenhang mit dem Verkauf des Elternhauses in Lübeck urkundlich erwähnt.
Seine persönliche Bedeutung für die Slawistik wurde erst durch Aufdeckung eines Lesefehlers im Jahr 1973 bekannt. Fälschlich war der Verfasser einer in der Dänischen Königlichen Bibliothek in Kopenhagen befindlichen Handschrift bis zu diesem Zeitpunkt immer als Tönnies Fenne gelesen worden. Mit diesem verband sich die Vorstellung von einem älteren Deutschbalten.
Bei dem Gesprächsbuch in der Königlichen Bibliothek befindet sich in der gleichen Handschrift der Hinweis: Tonnies Fonne behordt düt Boek / Anno 1607 den 1. Septemb. / zur Pleschow geschrieben. Diese wird nunmehr dem jungen Lübecker Kaufmannsgehilfen zugeordnet, dessen Tätigkeit im Russlandhandel der Nowgorodfahrer im weitesten Sinne aufgrund der Herkunft auch plausibel ist.
Das Manuskript enthält auf seinen ursprünglich 566 Seiten ein niederdeutsch-nordwestrussisches Wörterbuch, eine Sammlung von umgangssprachlichen Redensarten und Sprichwörtern der russischen Sprache, Korrespondenzvorlagen und Gesprächsmuster, wie sie für die Abwicklung von Handelsgeschäften zwischen Kaufleuten des niederdeutschen Sprachraums mit russischen Kaufleuten erforderlich waren. Es wird in der wissenschaftlichen Literatur deswegen auch als Gesprächsbuch bezeichnet. Es ist ein Vorläufer der heutigen Sprachführer.
1609 verschenkte Fonne das Manuskript – wie auf diesem handschriftlich vermerkt – an einen Hinrich Wistinghusen, offensichtlich weil er es für seine eigene Tätigkeit nicht mehr benötigte oder aber weil er das niedergeschriebene Wissen inzwischen memoriert hatte.
Die Entstehung dieses Manuskripts fällt in die Zeit des versuchten Wiederaufbaus des Russlandhandels durch die Lübecker Kaufmannschaft, der sich auch nach dem Frieden von Stettin (1570) nur schwierig anließ. Erst eine hochrangige Delegationsreise unter Führung des Lübecker Bürgermeisters Conrad Garmers 1603 nach Moskau erreichte von dem außenhandelsfreundlichen Zaren Boris Godunow die erneute Rückgabe der hansischen Handelsniederlassung in Pleskau an Lübeck; bereits 1605 kam es mit dem Tod des Zaren wieder zu erheblichen Unsicherheiten in Russland. Das Know-how der vor Ort tätigen Kaufleute und Diplomaten wie Zacharias Meier musste nach diesen längeren Handelsunterbrechungen und -erschwernissen also wohl teilweise neu erarbeitet werden.

## Verbleib
Beim Ableben des dänischen Reichsrats und Grafen Otto Thott (1703–1785), der auf seinem Schloss Gavnø bei Næstved und in seinem Haus in Kopenhagen, dem Palais Thott die größte Privatbibliothek Dänemarks mit etwa 140.000 Bänden, darunter 6.000 Inkunabeln unterhielt, kamen die von ihm gesammelten 4.000 Handschriften, darunter auch Fonnes Handbuch, und die älteren Druckwerke seines Nachlasses aus der Zeit bis um 1530 in den Bestand der Königlichen Bibliothek.

## Weltdokumentenerbe
Das Russisch-Niederdeutsche Sprachlehrbuch des Tönnies Fonne ist eins der 17 Dokumente zur Geschichte der Hanse, die die UNESCO am 18. Mai 2023 in ihre Liste des Weltdokumentenerbes aufgenommen. Diese Dokumente bzw. teilweise auch Dokumentenkonvolute wurden zuvor auf einem vom Archiv der Hansestadt Lübeck initiierten internationalen Kongress ausgewählt und bei der UNESCO eingereicht. Hierbei handelt es sich um Zollbücher, Sitzungsprotokolle, Privilegien und Urkunden aus den Jahren 1192 bis 1547 aus sechs europäischen Staaten.

## Werke
- Tönnies Fenne’s Low German Manual of spoken Russian. Pskov 1607, neu hrsg. in zwei Bänden von L. Hammerich, R. Jakobson u. a.,  Kopenhagen 1961 und 1970, Band 3 von A. van der Baar, Kopenhagen 1985, und Band 4 von Hans Joachim Gernentz, Kopenhagen 1986.